# René Doumic
René Doumic (født 7. marts 1860 i Paris, død 2. december 1937 sammeteds) var en fransk kritiker og litteraturhistoriker.
Doumic udfoldede en betydelig virksomhed som kritiker og essayist. Blandt hans arbejder kan nævnes: Portraits d'écrivains (1892, 5. oplag 1902) (omhandlende Zola, brødrene Goncourt, Dumas fils med flere), De Scribe à Ibsen, Causeries sur le théâtre contemporain (1893, 5. oplag 1901), Écrivains d'aujourd'hui (1894), La vie et les mæurs au jour le jour (1895), Les jeunes (1895, 4. oplag 1896), Études sur la littérature française (I-VI, 1896-1909), en række afhandlinger omhandlende Montaigne, Mérimée, Anatole France, Barrès og mange flere, Essais sur le théâtre contemporain (1896), Hommes et idées du XIX siècle (1903) om Victor Hugo, Beyle, Taine, Pasteur og mange andre, Le théâtre nouveau (1908) omhandlende Hervieu, Lavedan, Curel, Donnay, Capus, Rostand etc samt La Comédie humaine chez Saint Simon (1914). Doumic skrev desuden litteraturhistorie til skolebrug. Han var medlem af Akademiet. I 1916 indtrådte Doumic som redaktør af Revue des deux Mondes.